# Geometrie tropicală

O curbă cubică tropicală

În matematică, geometria tropicală este studiul polinoamelor și al proprietăților lor geometrice atunci când adunarea este înlocuită cu minimizarea și înmulțirea este înlocuită cu adunarea obișnuită:
{\displaystyle x\oplus y=\min\{x,y\}},
{\displaystyle x\otimes y=x+y}.
De exemplu, polinomul clasic {\displaystyle x^{3}+xy+y^{4}} ar deveni {\displaystyle \min\{x+x+x,\;x+y,\;y+y+y+y\}} . Astfel de polinoame și soluțiile lor au aplicații importante în probleme de optimizare, de exemplu problema optimizării orelor de plecare pentru o rețea de trenuri.
Geometria tropicală este o variantă a geometriei algebrice în care graficele polinomiale seamănă cu rețele liniare pe porțiuni și în care numerele aparțin semiinelului tropical în locului unui corp. Deoarece geometria clasică și cea tropicală sunt strâns legate, rezultatele și metodele pot fi convertite între ele. Varietăților algebrice le pot pot fi asociate un corespondent tropical și, deoarece acest proces încă păstrează unele informații geometrice despre varietatea originală, poate fi folosit pentru a ajuta la demonstrarea și generalizarea rezultatelor clasice din geometria algebrică, cum ar fi teorema Brill-Noether sau calcularea invarianților Gromov-Witten, folosind tehnici ale geometriei tropicale.

## Istorie
Ideile de bază ale analizei tropicale au fost dezvoltate independent folosind aceeași notație de către matematicieni care lucrează în diferite domenii. Ideile centrale ale geometriei tropicale au apărut sub diferite forme într-un număr de lucrări anterioare. De exemplu, Victor Pavlovich Maslov a introdus o versiune tropicală a procesului de integrare. El a observat, de asemenea, că transformarea Legendre și soluțiile ecuației Hamilton-Jacobi sunt operații liniare în sens tropical. Cu toate acestea, abia de la sfârșitul anilor 1990 s-a depus un efort pentru a consolida definițiile de bază ale teoriei. Acest lucru a fost motivat de aplicarea sa la geometria algebrică enumerativă, cu idei ale lui Maxim Kontsevich și lucrări de Grigory Mikhalkin printre altele.
Adjectivul tropical a fost inventat de matematicienii francezi în onoarea informaticianului brazilian, născut în Ungaria, Imre Simon, care a scris despre domeniu. Jean-Éric Pin atribuie denumirea lui Dominique Perrin, în timp ce Simon însuși atribuie cuvântul lui Christian Choffrut.

## Context algebric
Geometria tropicală se bazează pe semiinelul tropical. Acesta este definit în două moduri, în funcție de convenția max sau min.
Semiinelul min-tropical {\displaystyle \mathbb {T} } este semiinelul {\displaystyle \mathbb {T} =(\mathbb {R} \cup \{+\infty \},\oplus ,\otimes )}, cu operațiile:
{\displaystyle x\oplus y=\min\{x,y\}},
{\displaystyle x\otimes y=x+y}.
Operațiile {\displaystyle \oplus } și {\displaystyle \otimes } sunt denumite adunare tropicală și, respectiv, înmulțire tropicală. Elementul neutru pentru {\displaystyle \oplus } este {\displaystyle +\infty }, iar elementul neutru pentru {\displaystyle \otimes } este 0.
În mod similar, semiinelul max-tropical {\displaystyle \mathbb {T} } este semiinelul {\displaystyle \mathbb {T} =(\mathbb {R} \cup \{-\infty \},\oplus ,\otimes )}, cu operațiile:
{\displaystyle x\oplus y=\max\{x,y\}},
{\displaystyle x\otimes y=x+y}.
Elementul neutru pentru {\displaystyle \oplus } este {\displaystyle -\infty }, iar elementul neutru pentru {\displaystyle \otimes } este 0.
Aceste semiinele sunt izomorfe, sub negația {\displaystyle x\mapsto -x} și, în general, unul dintre acestea este ales și denumit pur și simplu semiinel tropical. Convențiile diferă între autori și subdomenii: unii folosesc convenția min, alții folosesc convenția max.
Operațiile semiinelului tropical modelează modul în care valuările se comportă la adunare și înmulțire într-un corp valuat.
Câteva corpuri valuate comune întâlnite în geometria tropicală (cu convenția min) sunt:
- {\displaystyle \mathbb {Q} } sau {\displaystyle \mathbb {C} } cu valuarea trivială, {\displaystyle v(a)=0} pentru orice {\displaystyle a\neq 0}.
- {\displaystyle \mathbb {Q} } sau extensiile sale cu valuarea p-adică, {\displaystyle v_{p}(p^{n}a/b)=n} pentru a și b coprime cu p.
- Corpul seriilor Laurent {\displaystyle \mathbb {C} (\!(t)\!)} (puteri întregi) sau corpul seriilor (complexe) Puiseux {\displaystyle \mathbb {C} \{\!\{t\}\!\}}, cu valuarea returnând cel mai mic exponent al lui t care apare în serie.

## Polinoame tropicale
Un polinom tropical este o funcție {\displaystyle F\colon \mathbb {R} ^{n}\to \mathbb {R} } care poate fi exprimată ca suma tropicală a unui număr finit de termeni monomiali. Un monom este un produs tropical al unei constante și variabile din {\displaystyle X_{1},\ldots ,X_{n}}. Astfel, un polinom tropical F este minimul unei colecții finite de funcții afine în care variabilele au coeficienți întregi, deci este o funcție concavă, continuă și liniară pe porțiuni.
{\displaystyle {\begin{aligned}F(X_{1},\ldots ,X_{n})&=\left(C_{1}\otimes X_{1}^{\otimes a_{11}}\otimes \cdots \otimes X_{n}^{\otimes a_{n1}}\right)\oplus \cdots \oplus \left(C_{s}\otimes X_{1}^{\otimes a_{1s}}\otimes \cdots \otimes X_{n}^{\otimes a_{ns}}\right)\\&=\min\{C_{1}+a_{11}X_{1}+\cdots +a_{n1}X_{n},\;\ldots ,\;C_{s}+a_{1s}X_{1}+\cdots +a_{ns}X_{n}\}\end{aligned}}}
Dat un polinom f în inelul de polinoame Laurent {\displaystyle K[x_{1}^{\pm 1},\ldots ,x_{n}^{\pm 1}]} unde K este un corp valuat, tropicalizarea lui f, notat {\displaystyle \operatorname {Trop} (f)}, este polinomul tropical obținut din f prin înlocuirea înmulțirii și adunării cu omologii lor tropicali și fiecare constantă în K prin valuarea ei. Adică dacă
{\displaystyle f=\sum _{i=1}^{s}c_{i}x^{A_{i}}\quad {\text{cu }}A_{1},\ldots ,A_{s}\in \mathbb {Z} ^{n}},
atunci
{\displaystyle \operatorname {Trop} (f)=\bigoplus _{i=1}^{s}v(c_{i})\otimes X^{\otimes A_{i}}}.
Mulțimea de puncte în care un polinom tropical F este nediferențiabil se numește hipersuprafața tropicală asociată, notat {\displaystyle \mathrm {V} (F)} (în analogie cu mulțimea de zerouri a unui polinom). Echivalent, {\displaystyle \mathrm {V} (F)} este mulțimea de puncte în care minimul dintre termenii lui F este atins de cel puțin două ori. Când {\displaystyle F=\operatorname {Trop} (f)} pentru un polinom Laurent f, această din urmă caracterizare a {\displaystyle \mathrm {V} (F)} reflectă faptul că la orice soluție a ecuației {\displaystyle f=0}, valuarea minimă a termenilor lui f trebuie realizată de cel puțin două ori pentru ca toți să se anuleze.

## Varietăți tropicale

### Definiții
Pentru o varietate algebrică X în torul algebric {\displaystyle (K^{\times })^{n}}, varietatea tropicală a lui X sau tropicalizarea lui X, notată {\displaystyle \operatorname {Trop} (X)}, este o submulțime al {\displaystyle \mathbb {R} ^{n}} care poate fi definit în mai multe moduri. Echivalența acestor definiții este denumită Teorema fundamentală a geometriei tropicale.

#### Intersecția de hipersuprafețe tropicale
Lasă {\displaystyle \mathrm {I} (X)} fi idealul polinoamelor Laurent care se anulează pe X în {\displaystyle K[x_{1}^{\pm 1},\ldots ,x_{n}^{\pm 1}]}. Putem defini
{\displaystyle \operatorname {Trop} (X)=\bigcap _{f\in \mathrm {I} (X)}\mathrm {V} (\operatorname {Trop} (f))\subseteq \mathbb {R} ^{n}}
Când X este o hipersuprafață, idealul său de anulare {\displaystyle \mathrm {I} (X)} este un ideal principal generat de un polinom Laurent f și varietatea tropicală {\displaystyle \operatorname {Trop} (X)} este tocmai hipersuprafața tropicală {\displaystyle \mathrm {V} (\operatorname {Trop} (f))}.
Fiecare varietate tropicală este intersecția unui număr finit de hipersuprafețe tropicale. O mulțime finită de polinoame {\displaystyle \{f_{1},\ldots ,f_{r}\}\subseteq \mathrm {I} (X)} se numește bază tropicală pentru X dacă {\displaystyle \operatorname {Trop} (X)} este intersecția hipersuprafețelor tropicale {\displaystyle \operatorname {Trop} (f_{1}),\ldots ,\operatorname {Trop} (f_{r})}. În general, un set generator al {\displaystyle \mathrm {I} (X)} nu este suficient pentru a forma o bază tropicală. Intersecția unui număr finit de suprafețe tropicale se numește prevarietate tropicală și, în general, nu este o varietate tropicală.

#### Ideale inițiale
Alegerea unui vector {\displaystyle \mathbf {w} } în {\displaystyle \mathbb {R} ^{n}} definește o funcție de la monoamele din {\displaystyle K[x_{1}^{\pm 1},\ldots ,x_{n}^{\pm 1}]} la {\displaystyle \mathbb {R} } prin asociarea monomului m cu {\displaystyle \operatorname {Trop} (m)(\mathbf {w} )}. Pentru un polinom Laurent {\displaystyle f=m_{1}+\cdots +m_{s}}, definim forma inițială a lui f ca fiind suma monoamleor {\displaystyle m_{i}} ale lui f pentru care {\displaystyle \operatorname {Trop} (m_{i})(\mathbf {w} )} este minimă. Pentru ideal {\displaystyle \mathrm {I} (X)}, definim idealul său inițial în raport cu {\displaystyle \mathbf {w} } a fi
{\displaystyle \operatorname {in} _{\mathbf {w} }\mathrm {I} (X)=(\operatorname {in} _{\mathbf {w} }(f):f\in \mathrm {I} (X))}.
Apoi definim
{\displaystyle \operatorname {Trop} (X)=\{\mathbf {w} \in \mathbb {R} ^{n}:\operatorname {in} _{\mathbf {w} }\mathrm {I} (X)\neq (1)\}}.
Deoarece lucrăm în inelul Laurent, acesta este același cu mulțimea de vectori pondere pentru care {\displaystyle \operatorname {in} _{\mathbf {w} }\mathrm {I} (X)} nu conține un monom.
Când K are o valuare trivială, {\displaystyle \operatorname {in} _{\mathbf {w} }\mathrm {I} (X)} este tocmai idealul inițial al {\displaystyle \mathrm {I} (X)} în raport cu ordinea monomială dată de un vector pondere {\displaystyle \mathbf {w} }. Rezultă că {\displaystyle \operatorname {Trop} (X)} este un subevantai al evantaiului Gröbner al {\displaystyle \mathrm {I} (X)}.

#### Imaginea funcției de valuare
Să presupunem că X este o varietate peste un corp K cu valuarea v a cărui imagine este densă în {\displaystyle \mathbb {R} } (de exemplu un corp de serii Puiseux). Aplicând funcția pe coordonate, v definește o funcție de la torul algebric {\displaystyle (K^{\times })^{n}} la {\displaystyle \mathbb {R} ^{n}}. Apoi putem defini
{\displaystyle \operatorname {Trop} (X)={\overline {\{(v(x_{1}),\ldots ,v(x_{n})):(x_{1},\ldots ,x_{n})\in X\}}}},
unde supralinia indică închiderea în topologia euclidiană. Dacă valuarea lui K nu este densă în {\displaystyle \mathbb {R} }, atunci definiția de mai sus poate fi adaptată prin extinderea scalarilor la un corp mai mare care are o valuare densă.
Această definiție arată că {\displaystyle \operatorname {Trop} (X)} este amiba non-arhimedeană peste un corp non-arhimedean închis algebric K.
Dacă X este o varietate peste {\displaystyle \mathbb {C} }, {\displaystyle \operatorname {Trop} (X)} poate fi considerat ca limita al amibei {\displaystyle \operatorname {Log} _{t}(X)} pe măsură ce baza t a logaritmului merge la infinit.

#### Complex poliedric
Următoarea caracterizare descrie varietățile tropicale intrinsec, fără referire la varietățile algebrice și tropicalizarea. O mulțime V în {\displaystyle \mathbb {R} ^{n}} este o varietate tropicală ireductibilă dacă este suportul unui complex poliedric ponderat cu dimensiunea pură d care satisface condiția de tensiune zero și este conex în codimensiunea unu. Când d este unu, condiția de tensiune zero înseamnă că în jurul fiecărui vârf, suma ponderată a direcțiilor exterioare ale muchiilor este egală cu zero. Pentru dimensiunea mai mare, sumele sunt luate în schimb în jurul fiecărei celule de dimensiune {\displaystyle d-1} după factorizarea spațiului afin generat de celulă. Proprietatea că V este conex în codimensiunea unu înseamnă că pentru oricare două puncte situate pe celule de dimensiunea d, există o curbă care le conectează ce nu trece prin nicio celulă de dimensiune mai mică decât {\displaystyle d-1}.

### Curbe tropicale
Studiul curbelor tropicale (varietăți tropicale de dimensiunea unu) este deosebit de bine dezvoltat și este strâns legat de teoria grafurilor. De exemplu, teoria divizorilor curbelor tropicale este legată de jocurile cu jetoane pe grafurile asociate curbelor tropicale.
Multe teoreme clasice ale geometriei algebrice au omoloage în geometria tropicală, inclusiv:
- Teorema hexagonului lui Pappus.
- Teorema lui Bézout.
- Formula grad-gen.
- Teorema Riemann-Roch.[13]
- Legea de grupului a cubicelor.[14]

Oleg Viro a folosit curbele tropicale pentru a clasifica curbele reale de gradul 7 în plan până la izotopie. Metoda sa de peticire oferă o procedură pentru a construi o curbă reală a unei anumite clase de izotopie din curba ei tropicală.

## Aplicații
O linie tropicală a apărut în modelul lui Paul Klemperer al licitațiilor, folosit de Banca Angliei în timpul crizei financiare din 2007. Yoshinori Shiozawa a definit algebra subtropicală ca semiinelul max-ori sau min-ori (în loc de max-plus și min-plus). El a descoperit că teoria comerțului ricardian (comerțul internațional fără comerț cu intrări) poate fi interpretată ca o algebră convexă subtropicală.  Geometria tropicală a fost, de asemenea, utilizată pentru analiza complexității rețelelor neuronale feedforward cu activare ReLU.
Mai mult, mai multe probleme de optimizare care apar, de exemplu, în programarea lucrărilor, analiza locației, rețelele de transport, luarea deciziilor și sistemele dinamice de evenimente discrete pot fi formulate și rezolvate în cadrul geometriei tropicale. O corespondentă tropicală a funcției Abel-Jacobi poate fi aplicată unui design de cristal. Se cere adesea ca ponderile dintr-un traductor cu stări finite ponderate să fie un semiinel tropical. Geometria tropicală poate arăta criticitate auto-organizată.
Geometria tropicală a găsit, de asemenea, aplicații în mai multe subiecte din fizica teoretică a înaltelor energii. În special, geometria tropicală a fost folosită pentru a simplifica drastic amplitudinile teoriei corzilor la limitele lor teoretice de câmp și a găsit conexiuni cu construcții precum amplituedronul și modelele sigma tropologice (carrolliene topologice).